# Pine Mountain Lake (California)
Pine Mountain Lake es un lugar designado por el censo ubicado en el condado de Tuolumne en el estado estadounidense de California. En el año 2010 tenía una población de 2.796 habitantes.

## Geografía
Pine Mountain Lake se encuentra ubicado en las coordenadas 37°51′34.34″N 120°10′53.98″O / 37.8595389, -120.1816611.